# Боббі Чиз
Боббі Чиз (англ. Bobby Czyz, 10 лютого 1962, Орандж, Нью-Джерсі) — американський професійний боксер, чемпіон світу за версіями IBF (1986-1987) у напівважкій вазі та WBA (1991-1993) у першій важкій вазі.

## Аматорська кар'єра
Боббі Чиз входив до складу аматорської збірної США з боксу, яка готувалася до Олімпійських ігор 1980. Навесні 1980 року відновлювався після травм і тому уник загибелі 14 березня 1980 року в авіакатастрофі в Польщі, в якій загинули 22 члени аматорської збірної США з боксу.

## Професіональна кар'єра
Через бойкот Олімпійських ігор 1980 представниками США і підтримавших їх країн, Чиз пропустив Олімпіаду і у квітні 1980 року дебютував на профірингу. 6 вересня 1986 року в бою проти  Слободана Качара (Югославія), нокаутувавши суперника в п'ятому раунді, завоював титул чемпіона світу за версією IBF у напівважкій вазі. Провів три успішних захиста титулу. 29 жовтня 1987 року зазнав поразки технічним рішенням в дев'ятому раунді від Чарльза Вільямса (США).
4 березня 1989 року зазнав поразки одностайним рішенням суддів від чемпіона світу WBA у напівважкій вазі Вірджила Гілла (США).
25 червня 1989 року вдруге зазнав поразки технічним рішенням в десятому раунді від чемпіона IBF Чарльза Вільямса (США).
8 березня 1991 року відбувся бій між Боббі Чизом і чемпіоном WBA у першій важкій вазі Робертом Деніелсом (США). Перемогу, а з нею і титул, розділеним рішенням суддів здобув Боббі Чиз. Провів два вдалих захиста, а 1993 року Чиз потрапив у автомобільну аварію, і йому довелося звільнити титул через нездатність захистити його.
5 грудня 1995 року завоював малопрестижний титул WBU у першій важкій вазі, після чого програв два наступних боя Евандеру Холіфілду (США) та Коррі Сандерсу (ПАР) і завершив кар'єру.